# Mohombi
Mohombi Nzasi Moupondo (ur. 17 października 1986 w Kinszasie) – szwedzko-kongijski piosenkarz i tancerz. 
Zadebiutował na scenie w 2002 rolą w spektaklu Wild Side Story w Sztokholmie. W latach 2004–2008 był członkiem zespołu hip-hopowego Group Avalon. Od 2010 jest artystą solowy, wydał dwa albumy studyjne: MoveMeant (2011) i Universe (2014); pierwszą płytę promował singlem „Bumpy Ride”, który stał się międzynarodowym przebojem i dotarł na listy przebojów w kilku krajach.
Laureat nagród Kora All African Music Awards w 2003 i 2004. Dwukrotny uczestnik programu Melodifestivalen (2019, 2020).

## Dyskografia

### Albumy studyjne
| Rok                                                     | Dane dot. albumu                                                                                       | Najwyższe pozycje na listach | Najwyższe pozycje na listach | Najwyższe pozycje na listach |
| Rok                                                     | Dane dot. albumu                                                                                       | SWE                          | BEL (FLA)                    | FRA                          |
| ------------------------------------------------------- | --- | ---------------------------- | ---------------------------- | ---------------------------- |
| 2011                                                    | MoveMeant - Wydany: 11 lutego 2011 - Wytwórnia: 2101 Records, Universal - Format: CD, digital download | 43                           | 69                           | 79                           |
| 2014                                                    | Universe - Wydany: 16 lipca 2014 - Wytwórnia: Universal - Format: CD, digital download                 | –                            | –                            | –                            |
| „–” oznacza, że album nie był notowany na danej liście. | |                              |                              |                              |

### Single
| Tytuł                                                    | Rok  | Pozycje na listach przebojów | Pozycje na listach przebojów | Pozycje na listach przebojów | Pozycje na listach przebojów | Pozycje na listach przebojów | Pozycje na listach przebojów | Pozycje na listach przebojów | Pozycje na listach przebojów | Pozycje na listach przebojów | Certyfikat                     | Album     |
| Tytuł                                                    | Rok  | BEL                          | FRA                          | NLD                          | NOR                          | SWE                          | ESP                          | SWI                          | UK                           | CAN                          | Certyfikat                     | Album     |
| -------------------------------------------------------- | ---- | ---------------------------- | ---------------------------- | ---------------------------- | ---------------------------- | ---------------------------- | ---------------------------- | ---------------------------- | ---------------------------- | ---------------------------- | ------------------------------ | --------- |
| "Bumpy Ride"                                             | 2010 | 7                            | 3                            | 1                            | 3                            | 6                            | 17                           | 41                           | —                            | 32                           | - DEN: złoto - SWE: 2× platyna | MoveMeant |
| "Miss Me" (featuring Nelly)                              | 2010 | —                            | —                            | —                            | —                            | —                            | —                            | —                            | 66                           | —                            |                                | MoveMeant |
| "Dirty Situation" (featuring Akon)                       | 2010 | 16                           | 28                           | 67                           | —                            | 54                           | —                            | —                            | —                            | 94                           |                                | MoveMeant |
| "Coconut Tree" (featuring Nicole Scherzinger)            | 2011 | 13                           | 75                           | —                            | 9                            | 8                            | 11                           | —                            | —                            | 80                           | - SWE: platyna                 | MoveMeant |
| "Maraca"                                                 | 2011 | —                            | —                            | —                            | —                            | 14                           | —                            | —                            | —                            | —                            |                                | Universe  |
| "In Your Head"                                           | 2011 | —                            | 77                           | —                            | —                            | —                            | —                            | —                            | —                            | —                            |                                | MoveMeant |
| "Movin" (fearuting Birdman, KMC & Caskey)                | 2014 | —                            | —                            | —                            | —                            | —                            | —                            | —                            | —                            | —                            |                                | Universe  |
| "Summertime"                                             | 2014 | —                            | —                            | —                            | —                            | —                            | —                            | —                            | —                            | —                            |                                | Universe  |
| "Universe"                                               | 2014 | —                            | —                            | —                            | —                            | —                            | —                            | —                            | —                            | —                            |                                | Universe  |
| "Infinity"                                               | 2016 | —                            | —                            | —                            | —                            | —                            | —                            | —                            | —                            | —                            |                                | Universe  |
| "We On Fire" (featuring D Kullus)                        | 2017 | —                            | —                            | —                            | —                            | —                            | —                            | —                            | —                            | —                            |                                | –         |
| "Radio"                                                  | 2017 | —                            | —                            | —                            | —                            | —                            | —                            | —                            | —                            | —                            |                                | –         |
| "Mr. Loverman"                                           | 2018 | —                            | —                            | —                            | —                            | —                            | —                            | —                            | —                            | —                            |                                | –         |
| "Hello"                                                  | 2019 | —                            | —                            | —                            | —                            | 3                            | —                            | —                            | —                            | —                            |                                | –         |
| "Winners"                                                | 2020 | —                            | —                            | —                            | —                            | 24                           | —                            | —                            | —                            | —                            |                                | –         |
| "The One" (oraz Klara Hammarström)                       | 2020 | —                            | —                            | —                            | —                            | —                            | —                            | —                            | —                            | —                            |                                | –         |
| "Plus Fortes (Mama)"                                     | 2020 | —                            | —                            | —                            | —                            | —                            | —                            | —                            | —                            | —                            |                                | –         |
| "Chocola" (featuring Bayanni & Dawda)                    | 2023 | —                            | —                            | —                            | —                            | —                            | —                            | —                            | —                            | —                            |                                | –         |
| „–” oznacza, że singel nie był notowany na danej liście. |      |                              |                              |                              |                              |                              |                              |                              |                              |                              |                                |           |